# 岩国陸軍燃料廠横島出張所

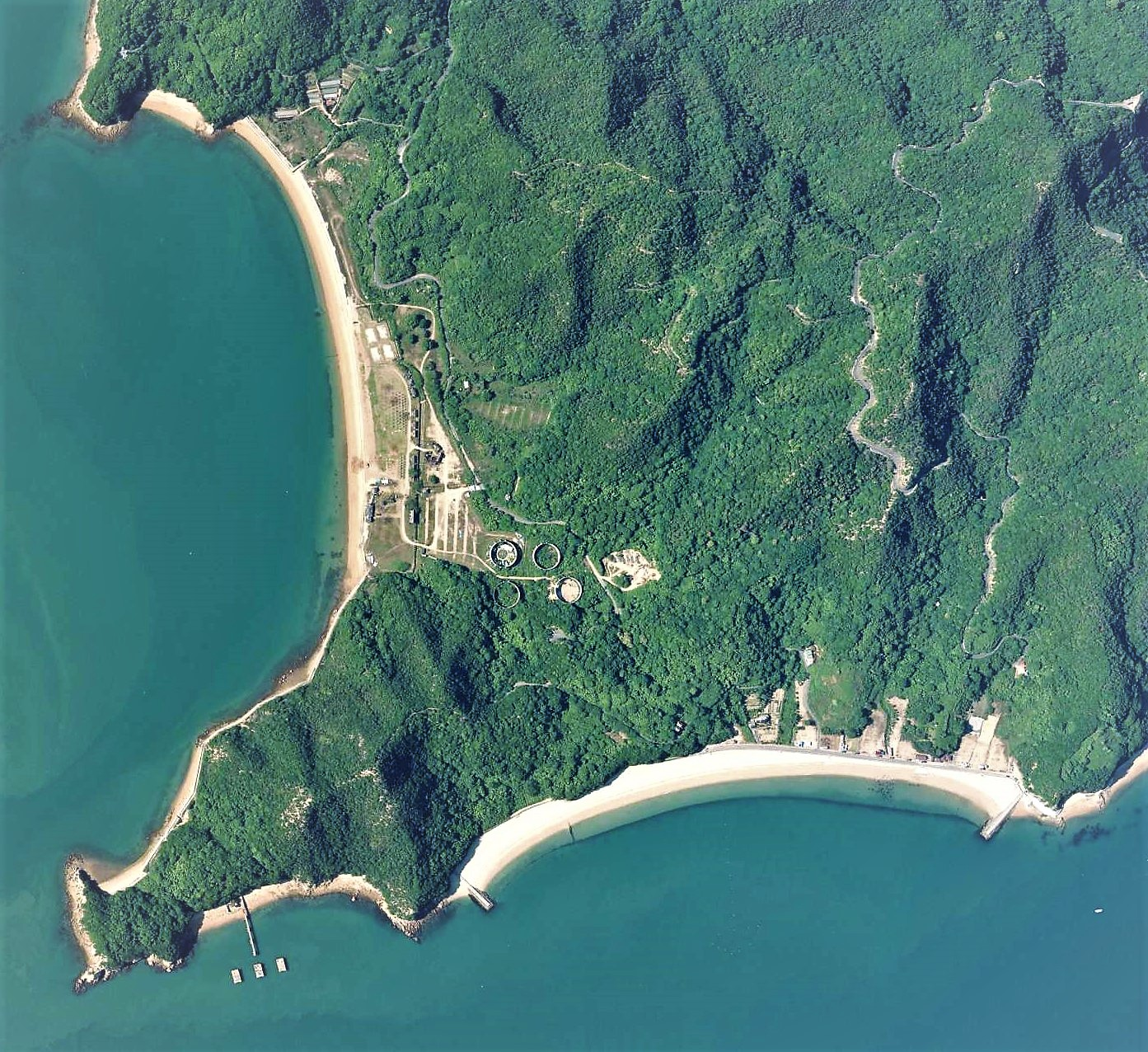
2005年。左が当時ドルフィンビーチ、現在のシーパーク大浜。下が横山海岸海水浴場。

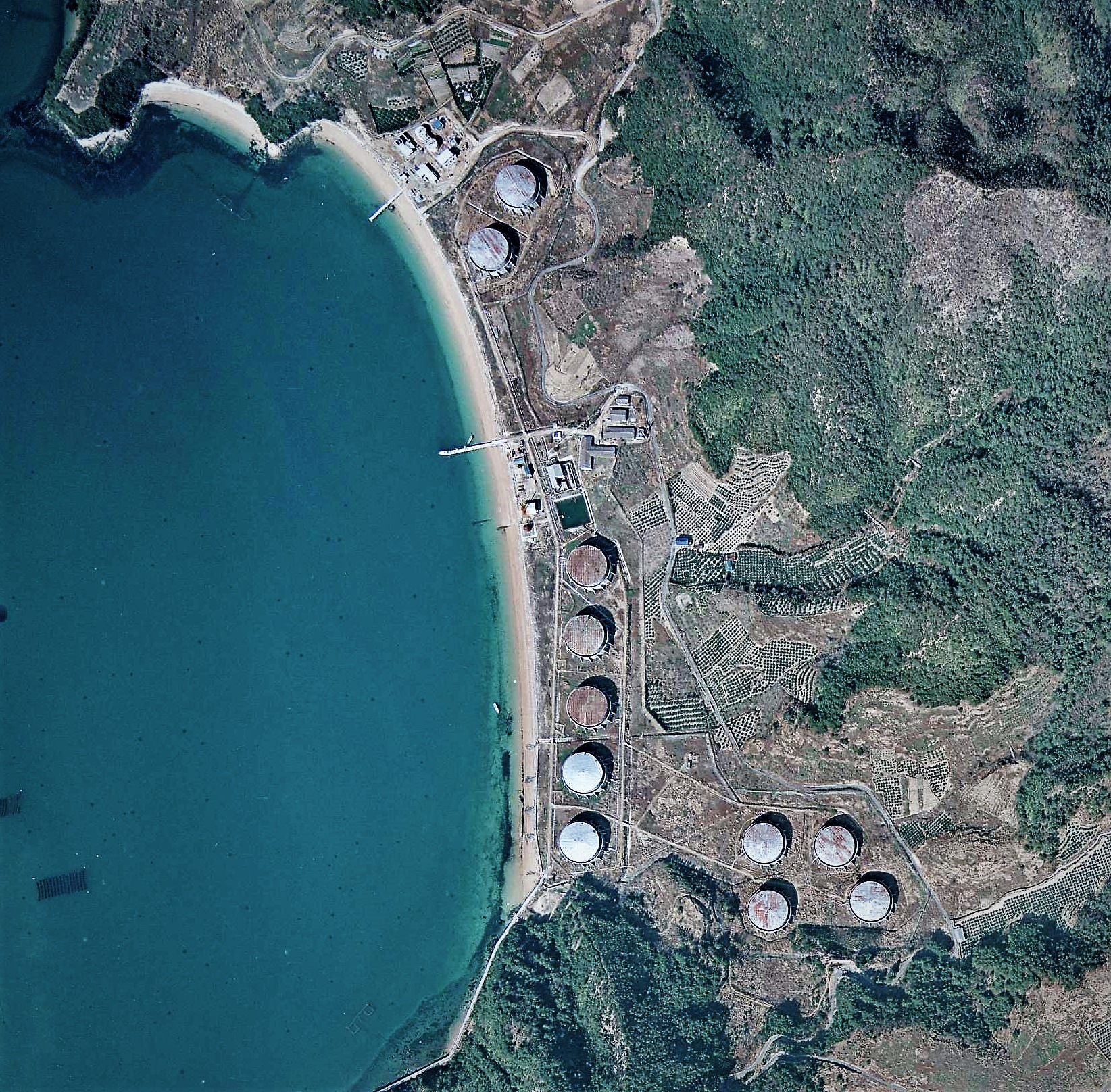
1974年。当時は丸善石油の貯蓄施設。

岩国陸軍燃料廠横島出張所は、広島県福山市（旧沼隈郡内海町）の横島にあった旧日本陸軍の燃料貯蔵施設。現在はシーパーク大浜という有料海水浴場になっている。

## 歴史
もともとは民有地であったが、昭和16年（1941年）に突然工事が開始され石油タンク11基が設置された。空襲による損壊は受けずに終戦となり、戦後アメリカ軍が接収し朝鮮戦争時には「米軍横島油槽所・大浜貯油基地」として用いられ、昭和33年（1958年）に日本に返還された。国有のまま防衛庁の用地になる可能性があったが、当時参議院議員だった宮澤喜一により民間払い下げの方針となった。

### 払下げ後
1960年より丸善石油（現コスモ石油）に払い下げられたもののオイルショックにより昭和50年（1975年）閉鎖を決定した。同年、常石造船は跡地に重金属処理を行う産業廃棄物処理工場の建設計画を内海町に提出するが、横島出身の町会議員が難色を示して反対運動が起き常石造船は2か月後に計画撤回を余儀なくされた。しかしその後も常石造船は周辺の農地買収を進めて、用地面積の拡大を推し進めた。この農地買収にも宮沢喜一が関与し、地権者への説得に出向いている。大浜周辺の道路は狭く、基地建設のためには道路の拡張や水道設備の建設が必要であった。常石造船からの要請を受けた内海町議会は1979年に「横島石油基地化計画促進に関する決議」を可決し、行政・政治・企業（海運会社・輸入元の精油会社）が一体となって基地建設が動き出した。1979年、田島と横島を結ぶ橋は20tタンクローリーが通行できる強固なものに更新され、内海町と本土を結ぶ内海大橋（総事業費107億円）が1979年着工、1989年開通した。

### LPG基地計画と反対運動
1981年、常石造船は昭和石油と共同で、横島石油基地化計画を正式に発表。横島漁協との交渉を行い7億200万円で大浜沿岸の漁業権放棄の協定を結んだ。しかし交渉中に不信感を持った漁協関係者が調査を進めたところ、計画されているのは石油基地ではなく危険性が高いLPG基地だと判明し1983年に「内海町の環境を守る会」が結成され本格的な反対運動が始まった。常石造船は反対運動に対抗して関連企業従業員らを中心にして「LPG基地の建設を促進する会」を立ち上げた。反対派が問題にしたのは下記の4点である。
1. 基地に貯蔵されるLPGが爆発する可能性の懸念
2. 島内をLPGを積んだ20tタンクローリーが通行するようになる安全上の懸念
3. LPG基地から海中に冷排水が放出されることにより、漁業環境が影響を受ける可能性の懸念
4. 行政と議会が住民に説明を実施せず、石油基地と偽って秘密裡にLPG基地を建設しようとしたこと

### 計画頓挫とその後
1980年代に2度の町長選挙および1度の町議選挙があり、結果的にLPG施設反対派が勝利を納めて常石造船にLPG施設の受け入れ拒否を突き付けた。国会議員や大手石油メーカーを巻き込んだLPG基地建設計画は、石油ショックに伴うエネルギー源の転換という国策でもあったが、地元の理解が得られず実現に至らなかった。
その後の紆余曲折を経て整備されたのがドルフィンビーチという海水浴場であり、のちに大幅な整備改修を経て現在は「シーパーク大浜」として有料海水浴場として営業している。2015年現在でも4基のコンクリート製の貯油槽防護壁をはじめ、埠頭・退避、壕・監視所・防空用銃座等が残っている。

## 交通
内海大橋・睦橋で本州と繋がっているため、車で行くことが出来る。
- 車
  - 山陽自動車道・福山東ICから約80分
  - 山陽自動車道・福山西ICから約50分